# Gerhard Taschenberger
Gerhard Taschenberger (* 1933 in Hamburg) ist ein Hamburger Politiker der Sozialdemokratischen Partei Deutschlands und ehemaliges Mitglied der Hamburgischen Bürgerschaft
.

## Leben und Politik
Er ist gelernter Werkzeugmacher. Seit 1976 Betriebsrat bei der Blohm + Voss, 1976 Leiter des IG-Metall-Vertrauenskörpers, 1980 Gründer des Arbeitskreises „Alternative Produktion“, 1986 Betriebsratsvorsitzender, Mitglied im Konzern-Betriebsrat von Thyssen Ind. AG, Beiratsmitglied der IG Metall. Taschenberger war von 1991 bis 1996 für die SPD in der Hamburgischen Bürgerschaft. Dort war er unter anderem im Ausschuss für Vermögen und öffentliche Unternehmen sowie im Ausschuss für Hafen, Wirtschaft und Landwirtschaft.
1996 legte Taschenbereger zusammen mit dem Bürgerschaftsabgeordneten Peter Kämmerer sein Mandat nieder, weil er im Zusammenhang mit beantragten Arbeitslosengeldern starken Unmut seiner Parlamentskollegen erzeugt hatte. Bürgerschaftsabgeordneten, die sich arbeitslos gemeldet haben, steht Arbeitslosengeld in voller Höhe zu. Das ist das Ergebnis eines beim Bundessozialgericht beendeten Rechtsstreits. Damit fand eine parlamentarische Affäre, die im Hamburger Rathaus viel Staub aufgewirbelt hatte, ihren juristischen Abschluss.

## Veröffentlichungen
- mit Herbert Wulf: Arbeiten für eine friedliche Zukunft? – Konjunkturen der Rüstung, in IG Metall Verwaltungsstelle Hamburg (Hrsg.): "Wartet nicht auf andere, packt jetzt selbst mit an", VSA:Verlag, Hamburg 1995,  S. 45–52.